# Alejandro Hernández (director)
Alejandro Manrique Hernández Reinoso (Maracaibo, 28 de noviembre de 1990) es un cineasta venezolano. Alcanzó popularidad en América Latina gracias a The Alejandro Hernández Show, una serie web de comedia que satiriza la cultura venezolana e hispana. La mayor parte del contenido está en español, aunque algunos bocetos están grabados en inglés. Desde 2009, sus vídeos han alcanzado un total de más de 8 millones de visitas, lo que incluye sólo los de su cuenta de YouTube. En 2011 Hernández firmó contrato con PlanetaUrbe.Tv. Desde entonces, todos sus episodios se subieron al sitio web de PlanetaUrbe en lugar de a YouTube. Una vez finalizado el contrato, regresó a YouTube a través de elmostacho.com. Hernández se encuentra actualmente en el puesto 148 de usuarios de Twitter más seguidos en Venezuela, y es el usuario más seguido en el estado Zulia. Ganó el premio Celebridad en los Premios Twitter 2011 realizados por El Nacional.

## Carrera

### Cine y comedia
Antes de crear el canal de YouTube, Hernández realizó varios cortometrajes tanto en inglés como en español, como "Conditioned", una comedia dramática sobre un nerd que critica la sociedad y los estereotipos. Después de experimentar, creó su canal de YouTube.
Hernández es un exitoso YouTuber venezolano. Su primer episodio, "Cita de salir + el @", que habla de las "citas favoritas" en los perfiles de Facebook y el uso de la arroba, se le ocurrió mientras estaba en Facebook y notó cómo se usaban de manera incorrecta. Hernández dijo que el contenido episódico comenzó con "unos cuantos videos cortos sobre Facebook y errores gramaticales", pero luego se convirtió en un programa más elaborado. Su episodio número 18, "Voz orgasmicangelical, profesores necios y la chama que no se calla la jeta", ha sido el más exitoso hasta la fecha, alcanzando más de 1.000.000 de visitas.
En enero de 2015 se estrenó en cines de Venezuela su cortometraje de ciencia ficción  Varios meses después de su lanzamiento inicial, fue subido a su canal de YouTube. La película fue posteriormente estrenada en otras ciudades como Argentina y Chile. Alt ganó Mejor Cortometraje de Cine Revelación en el Festival de Cine ELCO en 2014, fue selección oficial en el Festival de Cine Latinoamericano y del Caribe de Margarita.
Entre sus últimos proyectos, The Duplicates es una posible serie web rodada íntegramente en Manhattan. Después de ser objeto de experimentos con humanos, un hombre está programado para vivir 100 horas. La única forma de restablecer el cronómetro a cero es matar a uno de sus clones. El primer episodio fue subido a su canal oficial de YouTube.
A pesar del éxito del programa, ha sido criticado por el gobierno venezolano.

### Música y composición
"Tamos Ready", una canción parodia que se burla del género Reggaeton, fue lanzada el 28 de diciembre de 2010 junto con el episodio 20. Mostró las habilidades de canto y producción musical de Hernández. La canción de 1 minuto se convirtió en un éxito local, alcanzando más de 20,000 descargas digitales y posicionando a "Alejandro Hernández" y "Tamos Ready" en los trending topic de Twitter a nivel mundial.
Hernández generalmente compone música con un atractivo general, como "Take It to the Floor", que apareció en el episodio 29 como parte de un sketch. Luego de que muchos espectadores se preguntaran quién cantaba la canción, Hernández afirmó en su cuenta de Twitter que era suya y debía terminarla para que estuviera disponible para descargar. También compone bandas sonoras para películas orquestales que suelen realizar para sus propios cortometrajes y bocetos específicos de su espectáculo.

## Vida personal
Hernández es originario de Maracaibo y actualmente reside en la ciudad de Nueva York. Hernández se declaró gay a principios de 2015 a través de una carta abierta en su blog, provocando diversas reacciones en los medios venezolanos y convirtiéndose en la primera celebridad en declarar públicamente su sexualidad en el país.